# Jiří Novotný (lední hokejista)
Jiří Novotný (* 12. srpna 1983 Pelhřimov) je bývalý český hokejový útočník, odchovanec týmu KLH Vajgar Jindřichův Hradec. V létě 2021 oznámil ukončení své profesionální kariéry, dále však začal působit na amatérské úrovni v krajské lize v týmu HC Samson České Budějovice. V říjnu 2021 vypomohl Motoru České Budějovice v extraligovém utkání, neboť tým měl problémy s množstvím zraněných hráčů. Následně absolvoval v extralize s Motorem i další zápasy, a nakonec získal s týmem bronzové medaile po vypadnutí v semifinále play-off.

## Prvenství

### ČHL
- Debut – 10. září 2000 (HC Continental Zlín proti HC České Budějovice)
- První asistence – 26. listopadu 2000 (HC České Budějovice proti HC Keramika Plzeň)
- První gól – 30. září 2001 (HC České Budějovice proti HC Becherovka Karlovy Vary, českému brankáři Marcel Kučera)
- První hattrick – 25. ledna 2001 (HC České Budějovice proti HC Slavia Praha)

### NHL
- Debut – 12. ledna 2006 (Buffalo Sabres proti Phoenix Coyotes)
- První asistence – 14. ledna 2006 (Buffalo Sabres proti Los Angeles Kings)
- První gól – 11. února 2006 (Buffalo Sabres proti Florida Panthers, kanadskému brankáři Roberto Luongo)

### KHL
- Debut – 13. září 2009 (Traktor Čeljabinsk proti Atlant Mytišči)
- První gól – 13. září 2009 (Traktor Čeljabinsk proti Atlant Mytišči, ruskému brankáři Danila Alistratov)
- První asistence – 13. září 2009 (Traktor Čeljabinsk proti Atlant Mytišči)
- První hattrick – 25. ledna 2011 (Metallurg Novokuzněck proti Barys Astana)

## Klubová statistika
| Sezóna       | Klub                       | Soutěž       |     | Základní část | Základní část | Základní část | Základní část | Základní část |   | Play off | Play off | Play off | Play off | Play off |
| Sezóna       | Klub                       | Soutěž       | Z   | G             | A             | B             | TM            | Z             | G | A        | B        | TM       |          |          |
| 2000–01      | HC České Budějovice        | ČHL          | 19  | 0             | 4             | 4             | 2             | —             | — | —        | —        | —        |          |          |
| 2001–02      | HC České Budějovice        | ČHL          | 41  | 8             | 6             | 14            | 6             | —             | — | —        | —        | —        |          |          |
| 2002–03      | Rochester Americans        | AHL          | 43  | 2             | 9             | 11            | 14            | 3             | 0 | 1        | 1        | 10       |          |          |
| 2003–04      | Rochester Americans        | AHL          | 48  | 1             | 14            | 15            | 16            | 13            | 0 | 1        | 1        | 10       |          |          |
| 2004–05      | Rochester Americans        | AHL          | 61  | 5             | 20            | 25            | 36            | 9             | 2 | 2        | 4        | 4        |          |          |
| 2005–06      | Rochester Americans        | AHL          | 66  | 17            | 37            | 54            | 40            | —             | — | —        | —        | —        |          |          |
| 2005–06      | Buffalo Sabres             | NHL          | 14  | 2             | 1             | 3             | 0             | 4             | 0 | 0        | 0        | 0        |          |          |
| 2006–07      | Buffalo Sabres             | NHL          | 50  | 6             | 7             | 13            | 26            | —             | — | —        | —        | —        |          |          |
| 2006–07      | Washington Capitals        | NHL          | 18  | 0             | 6             | 6             | 2             | —             | — | —        | —        | —        |          |          |
| 2007–08      | Columbus Blue Jackets      | NHL          | 65  | 8             | 14            | 22            | 24            | —             | — | —        | —        | —        |          |          |
| 2008–09      | Columbus Blue Jackets      | NHL          | 42  | 4             | 3             | 7             | 14            | —             | — | —        | —        | —        |          |          |
| 2009–10      | Atlant Mytišči             | KHL          | 45  | 12            | 21            | 33            | 8             | 4             | 0 | 1        | 1        | 0        |          |          |
| 2010–11      | Barys Astana               | KHL          | 53  | 13            | 28            | 41            | 78            | 4             | 0 | 0        | 0        | 2        |          |          |
| 2011–12      | Barys Astana               | KHL          | 42  | 9             | 13            | 22            | 22            | 7             | 0 | 3        | 3        | 25       |          |          |
| 2012–13      | Lev Praha                  | KHL          | 43  | 6             | 9             | 15            | 18            | 4             | 1 | 0        | 1        | 4        |          |          |
| 2013–14      | Lev Praha                  | KHL          | 49  | 11            | 16            | 27            | 22            | 21            | 5 | 4        | 9        | 26       |          |          |
| 2014–15      | Lokomotiv Jaroslavl        | KHL          | 59  | 7             | 25            | 32            | 42            | 6             | 1 | 0        | 1        | 4        |          |          |
| 2015–16      | Lokomotiv Jaroslavl        | KHL          | 38  | 5             | 7             | 12            | 14            | 5             | 1 | 0        | 1        | 6        |          |          |
| 2016–17      | Traktor Čeljabinsk         | KHL          | 21  | 4             | 4             | 8             | 16            | 6             | 0 | 0        | 0        | 4        |          |          |
| 2017–18      | HK Lada Toljatti           | KHL          | 33  | 4             | 5             | 9             | 12            | —             | — | —        | —        | —        |          |          |
| 2018–19      | HC Škoda Plzeň             | ČHL          | 2   | 0             | 0             | 0             | 0             | —             | — | —        | —        | —        |          |          |
| 2018–19      | HC Ambrì-Piotta            | NLA          | 46  | 4             | 11            | 15            | 30            | 5             | 0 | 0        | 0        | 14       |          |          |
| 2019–20      | HC Ambrì-Piotta            | NLA          | 8   | 0             | 3             | 3             | 2             | —             | — | —        | —        | —        |          |          |
| 2020–21      | HC Ambrì-Piotta            | NLA          | 46  | 4             | 11            | 15            | 53            | —             | — | —        | —        | —        |          |          |
| 2021–22      | HC Samson České Budějovice | KLLH         | 4   | 6             | 3             | 9             | 0             | —             | — | —        | —        | —        |          |          |
| 2021–22      | HC Motor České Budějovice  | ČHL          | 34  | 4             | 4             | 8             | 19            | 10            | 1 | 1        | 2        | 2        |          |          |
| 2022–23      | HC Samson České Budějovice | KLLH         | 4   | 1             | 5             | 6             | 4             | —             | — | —        | —        | —        |          |          |
| 2022–23      | HC Motor České Budějovice  | ČHL          | 2   | 0             | 0             | 0             | 0             | —             | — | —        | —        | —        |          |          |
| Celkem v NHL | Celkem v NHL               | Celkem v NHL | 189 | 20            | 31            | 51            | 66            | 4             | 0 | 0        | 0        | 0        |          |          |
| Celkem v KHL | Celkem v KHL               | Celkem v KHL | 383 | 71            | 128           | 199           | 232           | 57            | 8 | 8        | 16       | 71       |          |          |

## Reprezentace
| Rok                       | Tým                       | Soutěž                    | Z                         | G  | A | B  | TM |    |
| ------------------------- | ------------------------- | ------------------------- | ------------------------- | -- | - | -- | -- | -- |
| 2000                      | Česko 18                  | MS-18                     | 6                         | 0  | 2 | 2  | 0  |    |
| 2001                      | Česko 18                  | MS-18                     | 6                         | 3  | 4 | 7  | 2  |    |
| 2002                      | Česko 20                  | MSJ                       | 7                         | 0  | 2 | 2  | 4  |    |
| 2003                      | Česko 20                  | MSJ                       | 6                         | 0  | 1 | 1  | 2  |    |
| 2007                      | Česko                     | MS                        | 6                         | 0  | 0 | 0  | 0  |    |
| 2008                      | Česko                     | MS                        | 7                         | 1  | 1 | 2  | 2  |    |
| 2010                      | Česko                     | MS                        | 9                         | 1  | 5 | 6  | 12 |    |
| 2011                      | Česko                     | MS                        | 9                         | 0  | 2 | 2  | 0  |    |
| 2012                      | Česko                     | MS                        | 10                        | 4  | 1 | 5  | 0  |    |
| 2013                      | Česko                     | MS                        | 8                         | 1  | 1 | 2  | 4  |    |
| 2014                      | Česko                     | OH                        | 4                         | 0  | 0 | 0  | 0  |    |
| 2014                      | Česko                     | MS                        | 10                        | 1  | 2 | 3  | 2  |    |
| 2015                      | Česko                     | MS                        | 10                        | 0  | 3 | 3  | 4  |    |
| Juniorská kariéra celkově | Juniorská kariéra celkově | Juniorská kariéra celkově | Juniorská kariéra celkově | 25 | 3 | 9  | 12 | 8  |
| Seniorská kariéra celkově | Seniorská kariéra celkově | Seniorská kariéra celkově | Seniorská kariéra celkově | 73 | 8 | 15 | 23 | 24 |